# Сурикат
Сурикатите (Suricata suricatta) са вид бозайници от семейство Мангустови (Herpestidae), които се срещат само в западните покрайнини на пустинята Калахари (Южна Африка). На немски често се наричат с името Erdmännchen (в буквален превод земно човече), тъй като живеят в дупки в земята и могат да стоят подобно на хора на два крака, за да наблюдават по-добре околността. На английски се наричат с тяхното бурско име meerkat, което се превежда като езерна котка.

## Характерни белези
Сурикатите са дребни мангусти: дължината на тялото с главата е 30 cm, а на опашката – около 25 cm. Цветът на козината им е сив, бежов или светло кафяв. От осем до десет черни напречни ивици минават през тялото – от гърба до хълбоците, без да покриват главата и опашката. Козината около очите им също е черна. Ноктите на предните им крайници са много дълги и здрави, за да улесняват копаенето на дупки в земята.

## Местообитание
Сурикатите са разпространени в ЮАР, както и в южните части на Намибия и Ботсвана. Предпочитат саваните, но се срещат и в полупустинни области.
Сурикатите са добре адаптирани към живот в сухи среди, където храната и водата може да са оскъдни. Те са в състояние да оцелеят дълги периоди без вода, като получават по-голямата част от влагата, от която се нуждаят, от храната си. Сурикатите живеят в подземни дупки, които осигуряват защита от жегата на деня и хищници.
Дупките на сурикатите могат да бъдат обширни, с множество входове и тунели, които могат да достигнат дълбочина до 1,5 метра. Дупките обикновено се намират в райони с песъчливи почви, които са по-лесни за изкопаване от по-твърдите почви. Сурикатите са в състояние да копаят свои собствени дупки, но често превземат изоставени дупки, изкопани от други животни, като капски земни катерици и жълти мангусти.

## Начин на живот
Сурикатите живеят в колонии наброяващи до четиридесет индивида. Едно семейно обединение се състои от една доминираща двойка и нейното потомство, но няколко такива обединения също могат да живеят мирно в една колония. Колонията поддържа дупките, в които живее, и въпреки че сурикатите могат да ги изкопаят сами, те често си спестяват усилията, като завземат дупки на лалугери, които след това само трябва да доразширят.
Задачите в колонията са разпределени. Няколко члена на групата стоят изправени на задните си крака близо до входа на дупката и се оглеждат за врагове. При опасност издават характерен звук, който е сигнал за всички животни от колонията възможно най-бързо да се приберат в дупката. През деня задачата на постови се прехвърля многократно между животните.
Докато едни членове на групата стоят на пост, останалите търсят храна. Тя се състои почти 90% от насекоми и скорпиони, а останалата по-малка част – от дребни птици, гущери, червеи и яйца.
Сурикатите са активни през деня, а през нощта се скриват в дупките си. Това правят и през дъждовните дни, както и при твърде големи обедни горещини.
Една женска ражда от две до четири малки. На година сурикатите могат да отгледат до три потомства малки. Това е възможно, тъй като всички членове на колонията си помагат взаимно при отглеждането им.
Място на доминиращ мъжки и доминираща женска не се заема винаги по мирен начин. Има случаи дори на убийства за лидерската позиция.
Враговете на сурикатите са грабливи птици, змии, болести и други групи сурикати (групите сурикати воюват помежду си и са много териториални).

## Сурикатите и хората
В Южна Африка тези животни имат спорна репутация. Копаейки дупки, те понякога разрушават обработваемата земя. Освен това могат да пренасят болестта бяс, като има много случаи на хора, ухапани и заразени от бесни сурикати.
Въпреки че понякога са преследвани и убивани, сурикатите не са застрашени от изчезване.